# أنجلينا راديفيلوفا
أنجلينا أناتولييفنا راديفيلوفا (الأوكرانية: Ангелина Анатолиивна Радивилова ؛ من مواليد 15 فبراير 1991) لاعبة جمباز فنية أوكرانية. شاركت في الألعاب الأولمبية الصيفية 2016 وشاركت أيضًا في بطولة العالم للجمباز الفني في 2011 و 2013 و 2014 و 2015 و 2017 و 2018 و 2019.